# Granitas Kaunas
Granitas Kaunas  es un club deportivo de balonmano de Kaunas, Lituania. Actualmente, Granitas Kaunas compite en la Primera división Lituana de balonmano. Kaunas Granitas es el equipo más conocido de la historia de balonmano lituano. Es el único equipo de este país que ha conseguido la Copa EHF

## Palmarés
- Copa EHF: 1
  - 1987
  - 1988 (finalista)
- Liga lituana de balonmano:1º
  - 1991, 1992, 1993, 1994, 1995, 1996, 1997, 1998, 1999, 2000, 2001 2002, 2003, 2004, 2005, 2008, 2009